# Václav Pácha
Václav Pácha (6. března 1917, Peruc – 20. března 2000, tamtéž) byl český římskokatolický kněz a politický vězeň.

## Život
Václav Pácha se narodil v Peruci na Lounsku jako druhý syn zahradníka Václava Páchy a jeho ženy Marie rozené Novotné. Vystudoval piaristické gymnázium ve Slaném a potom Teologickou fakultu Univerzity Karlovy v Praze. Na kněze byl vysvěcen v roce 1943, působil nejprve rok v Novém Strašecí a pak byl administrátorem ve Vraném ve středních Čechách. V roce 1947 ho Josef Beran, nově jmenovaný arcibiskup pražský, povolal do Prahy, kde se Pácha stal druhým arcibiskupským sekretářem a vikářem v katedrále svatého Víta, Václava a Vojtěcha v Praze na Hradčanech.
V roce 1950 byl Pácha zatčen a v procesu s pomocníky biskupů (tzv. proces Pácha a spol.) byl koncem ledna 1951 spolu s dalšími osmi kněžími a jedním laikem odsouzen za ilegální činnost, zapojení do „Katolické akce“, vyzvědačství pro Vatikán a rozmnožování a rozšiřování protistátních tiskovin. Rozsudek Státního soudu v Praze – 13 let vězení (další odsouzení: Jan Čeřovský, Alois Michálek, Josef Ryška, Rudolf Rykýř, Stanislav Brabec, Tomáš Beránek, Karel Tomšů a Josef Hynek). Zpočátku byl Václav Pácha ve věznici na Borech, později na Mírově, Ostrově a posledních několik let strávil ve věznici v Leopoldově. V roce 1960 byl po amnestii prezidenta republiky propuštěn na svobodu.
Po návratu žil u rodičů v Peruci, kde pracoval s otcem v zahradnictví. V roce 1968 se mohl vrátit do duchovní správy a jako kněz pak postupně působil na Lounsku v Panenském Týnci, v Radonicích, ve Slavětíně, ve Smolnici a v Peruci. V roce 1975 se stal farářem ve Vrbně nad Lesy a nakonec byl od roku 1981 farářem v rodné Peruci.
Papež Jan Pavel II. udělil Páchovi v roce 1982 při příležitosti jeho 65. narozenin titul osobní děkan, v roce 1987 pak titul osobní arciděkan.
Václav Pácha zemřel ve věku 83 let v roce 2000, pochován je na peruckém hřbitově.